# Minehead Railway
Die Minehead Railway war eine britische Eisenbahngesellschaft in Somerset in England.

## Geschichte
Am 5. Juli 1865 wurde die Minehead Railway gegründet. Es erfolgte keine Aufnahme von Bauarbeiten, deshalb wurde 1870 die Gesellschaft liquidiert. Am 29. Juni 1871 gründete die West Somerset Railway die Gesellschaft auf der Basis der bestehenden Konzession neu. Am 16. Juli 1874 wurde die in der Breitspur von 2140 mm ausgeführte Bahnstrecke von Watchet nach Minehead eröffnet. In Watchet bestand ein Übergang zur Bahnstrecke der West Somerset Railway aus Taunton. Der Betrieb und die Unterhaltung der Bahnstrecke erfolgte durch die Bristol and Exeter Railway. Im Oktober 1882 wurde die Strecke auf Normalspur umgespurt. Die Great Western Railway übernahm die Minehead Railway am 6. August 1897.

## Weblink
- Streckenskizze bei railbrit.co.uk